# Уєзьке сільське поселення
Ує́зьке сільське поселення (рос. Уегское сельское поселение) — муніципальне утворення у складі Усть-Цилемського району Республіки Комі, Росія. Адміністративний центр — село Уєг.

## Населення
Населення — 153 особи (2017, 226 у 2010, 366 у 2002, 325 у 1989).

## Склад
До складу поселення входять такі населені пункти:
| Населений пункт | Населення, осіб (1989) | Населення, осіб (2002) | Населення, осіб (2010) |
| --------------- | ---------------------- | ---------------------- | ---------------------- |
| Миза, присілок  | 105                    | 59                     | 36                     |
| Уєг, село       | 220                    | 307                    | 190                    |